# Fuck Off, Amerika
Fuck Off, Amerika ist der Titel der deutschen Ausgabe eines autobiografischen Romans von Eduard Limonow. Limonow schrieb das Werk 1976 in New York, nachdem er 1974 aus der Sowjetunion in die USA ausgewiesen worden war. 

## Inhalt
In New York haust der aus der Sowjetunion ausgewiesene Dichter Limonow in einer schäbigen Absteige und lebt von Sozialhilfe und Gelegenheitsjobs. Als ihn seine Frau Helena verlässt, irrt er durch die Straßen der Stadt, lässt sich mit Mitgliedern der trotzkistischen Arbeiterpartei sowie auf homosexuelle Eskapaden ein und begegnet Herumtreibern, Obdachlosen und Strichern.

## Veröffentlichung und Übersetzungen
Limonow fand für seinen Roman erst in Frankreich einen Verlag. Das Buch erschien dort 1980 unter dem Titel Le poète russe préfère les grands nègres. Im Scherz Verlag erschien 1982 unter dem Titel Fuck Off, Amerika die von Hans Brink übersetzte erste deutsche Ausgabe. 1983 erschien bei Random House unter dem Titel It's Me, Eddie die englischsprachige Ausgabe. 1990 veröffentlichte der Verlag Glagol den Roman erstmals in der Sowjetunion unter dem Titel Это я, Эдичка. 2004 gab der Verlag Kiepenheuer & Witsch eine von Jürgen Bavendam neu übersetzte Taschenbuchausgabe heraus.

## Wirkungsgeschichte und Rezeption
Das Buch machte Limonow international bekannt. Viel Beachtung fand die Verwendung einer oft obszönen Sprache sowie die pornografische Darstellung von schwulem Sex. Das Werk wurde als „schillernde Anklageschrift gegen Amerika und den falschen Schein der Freiheit“, aber auch als „die Erzählung einer großen Liebe, die in den Wirren der Zeit zerbricht“ interpretiert. In Russland erreichte der Roman eine Millionenauflage.